# São Tomé de Vade
São Tomé de Vade ist eine Gemeinde (Freguesia) im nordportugiesischen Kreis Ponte da Barca. In ihr leben 295 Einwohner (Stand 19. April 2021).